# La Vierge de la loggia
La Vierge de la loggia (en italien : Madonna della Loggia) est une peinture religieuse de Sandro Botticelli, datant de 1467 environ, conservée à la Galerie des Offices à Florence.

## Histoire
Même si le ton brunâtre provoqué par la présence de nombreuses retouches qui ont altéré l’œuvre a fait longtemps douter, l'œuvre a été attribuée à l'unanimité à Botticelli grâce à certaines particularités propres au maître comme la définition des draperies et la sensibilité lumineuse et certains critiques d'art l'identifient comme un de ses premiers tableaux. Le premier à l'avoir attribué à Botticelli est Adolfo Venturi, qui le retenait comme une « œuvre d'école » ; Van Maerle l'attribua à l'« ami de Sandro », un maître anonyme ainsi appelé par Bernard Berenson et qui sera identifié par la suite comme étant le jeune Filippino Lippi, tandis que Gamba et Berenson l'attribuèrent à la phase de jeunesse de Botticelli, suivis par Bettini et Salvini.

## Thème
L'œuvre reprend la représentation récurrente dans la peinture chrétienne de la Vierge à l'Enfant (ou Madone), présentant la Vierge Marie avec l'Enfant Jésus.

## Description
La Vierge vêtue de ses traditionnelles couleurs rouge et bleue est assise dans une loggia, tournée de trois-quarts vers la gauche, tenant l'Enfant sur le genou qui se tend vers elle pour l'embrasser, avec en arrière-plan une ouverture à arc, soutenue par des colonnes donnant sur un sobre paysage collinaire.
La Vierge est finement coiffée, les cheveux rassemblés sous un fin voile. Les personnages sont auréolés.

## Analyse
La composition de l'œuvre témoigne de l'influence de Donatello et de Fra Filippo Lippi, duquel dérivent la prédominance de la ligne du contour et le drapé vibrant. Néanmoins les formes apparaissent désormais plus douces et souples, et assument des attitudes plus complexes que les œuvres de Lippi. La couleur vive du contraste et le ton bronze dérivent des exemples d'Antonio Pollaiuolo tandis-que la physionomie de l'Enfant, selon Ronald Lightbown, constitue le premier exemple de ressemblance avec celle de Andrea del Verrocchio, qui fut néanmoins rapidement abandonnée à la faveur d'un style plus personnel.
L'arrière-plan avec son architecture arquée encadre la Vierge et l'Enfant et met en valeur les deux personnages. La scène, inscrite dans une loggia, est typique des toutes premières œuvres du maître qui expérimenta différentes combinaisons de représentation d’un groupe dans un cadre architectural.
L'ambiance générale de l'œuvre, représentant des figures sérieuses, pensives, absorbées dans leur propre beauté, est mélancolique et contemplative.

## Sources
- (it) Cet article est partiellement ou en totalité issu de l’article de Wikipédia en italien intitulé « Madonna della Loggia » (voir la liste des auteurs).